# Myrmoborus
Myrmoborus (mierkruipers) is een geslacht van vogels uit de familie Thamnophilidae (miervogels). Het geslacht telt vijf soorten.

## Soorten
- Myrmoborus leucophrys  –  Witbrauwmierkruiper
- Myrmoborus lophotes  –  Roodkuifmiervogel
- Myrmoborus lugubris  –  Asborstmierkruiper
- Myrmoborus melanurus  –  Zwartstaartmierkruiper
- Myrmoborus myotherinus  –  Zwartmaskermierkruiper